# Sacciolepis seslerioides
Sacciolepis seslerioides là một loài thực vật có hoa trong họ Hòa thảo. Loài này được (Rendle) Stapf miêu tả khoa học đầu tiên năm 1920.